# Marie-Pierre Rixain
Marie-Pierre Rixain, née le 18 janvier 1977 à Saint-Cyr-l'École, est une femme politique française. Membre de La République en marche, elle est élue députée dans la quatrième circonscription de l'Essonne lors des élections législatives de 2017. Présidente de la Délégation aux droits des femmes et à l’égalité des chances entre les hommes et les femmes de l’Assemblée nationale de 2017 à 2022, elle est l'autrice de la loi no 2021-1774 du 24 décembre 2021 visant à accélérer l'égalité économique et professionnelle. En juin 2022 et en juillet 2024, elle est réélue députée (Renaissance puis Ensemble pour la République) lors des élections législatives. 

## Biographie

### Origines
Marie-Pierre Rixain naît le 18 janvier 1977 à Saint-Cyr-l'École (Yvelines). Elle grandit avec sa famille dans le Cantal.

### Formation et parcours professionnel
Elle est diplômée de l'Institut d'études politiques de Toulouse (promotion 1999). Elle travaille avec le député Jacques Barrot puis devient consultante indépendante sur les réseaux de santé dans le secteur périnatal, le rapprochement entre futurs parents et professionnels de santé et la prévention.

### Députée
Elle indique avoir soutenu Emmanuel Macron par « admiration » pour son travail de concertation. Membre de La République en marche, elle est élue députée de la 4e circonscription de l'Essonne lors des élections législatives de 2017 : elle l'emporte au second tour avec 57,75 % des voix face à Agnès Evren (Les Républicains).
Marie-Pierre Rixain dit avoir forgé des convictions féministes à l’adolescence puis les avoir affirmés dans le cadre de ses études à Sciences Po Toulouse, en réaction, notamment, à des propos sexistes tenus par l’un de ses professeurs. En outre, les difficultés professionnelles et les stéréotypes auxquels elle a été confrontée lors de la naissance de son premier enfant la poussent à s'investir dans l’aide à la parentalité.
Elle se présente, une fois députée, à la tête de la Délégation aux droits des femmes et à l’égalité des chances entre les hommes et les femmes de l’Assemblée nationale, et est élue, en juillet 2017,.
En février 2018, avec Sophie Auconie, elle remet un rapport d'information visant à « compléter » l'arsenal législatif en vigueur et « renforcer » le combat contre les violences sexuelles. Celui-ci propose notamment l'insertion dans le code pénal d'un âge de non-consentement des mineurs à un acte sexuel, « de revoir » le délai de prescription des crimes sexuels commis sur les mineurs (actuellement de vingt ans à compter de la majorité de la victime), ainsi que plusieurs mesures pour « faciliter le dépôt de plainte pour viol et plus largement pour violences sexuelles »,.
En janvier 2019, elle fait partie d'un groupe de députés LREM qui fait part publiquement, sur Twitter, de son désaccord à l'égard de la proposition de Jean-Michel Blanquer d'instaurer des sanctions financières contre les familles d’adolescents à problèmes, qu'elle présente comme « inefficace et stigmatisante, sans aucune portée éducative ».
En mars 2021, elle dépose une proposition de loi visant à « accélérer l’égalité économique et professionnelle » entre les femmes et les hommes. Celle-ci prévoit notamment :
- « l’obligation » de verser le salaire ou les prestations sociales sur un compte bancaire « dont le salarié est le détenteur ou le codétenteur » ;
- l’accès à des dispositifs de formation ainsi que la possibilité de réserver des places en crèche pour les familles bénéficiaires de l’allocation de soutien familial ;
- la conception d'un « index de l’égalité » dans les établissements d’enseignement du supérieur, ainsi que la promotion d'une plus grande mixité des jurys ;
- la mise en place de quotas pour féminiser les « instances dirigeantes » des grandes entreprises[11] ;
- l'introduction d'« objectifs de mixité » dans le soutien aux entreprises de la banque publique Bpifrance[12].

Cette proposition de loi émerge alors que des associations féministes mettent en cause une action insuffisante du gouvernement sur l'égalité des sexes, notamment en ce qui concerne les moyens financiers. La proposition de loi est adoptée par l'Assemblée nationale et le Sénat puis promulguée par le président de la République au journal officiel du 26 décembre 2021.

### Vie privée
Vivant en couple hétérosexuel, Marie-Pierre Rixain est mère de deux enfants.

## Publication
- Avec Grégoire Milot, Rodolphe Desprez et Anne-Laure Chartoire, Diagnostic de la concertation publique : les clés d’une concertation réussie, État d'Esprit, 2005, 231 p. (ISBN 2-00-203601-2).